# Sphyranthera airyshawii
Sphyranthera airyshawii är en törelväxtart som beskrevs av Tapas Chakrabarty och Vasudeva Rao. Sphyranthera airyshawii ingår i släktet Sphyranthera och familjen törelväxter. Inga underarter finns listade i Catalogue of Life.